# La Magie des glaces
La Magie des glaces (titre original : Swords and Ice Magic) est un recueil de nouvelles écrites par Fritz Leiber et appartenant au Cycle des épées. Il a été publié aux États-Unis en 1977 puis traduit et publié en France en 1983.

## Liste des nouvelles
1. La Tristesse du bourreau
2. La Belle et les Bêtes
3. Pris au piège de la terre de l'ombre
4. L'Appât
5. Sous la loi des dieux
6. Pris au piège de la mer des étoiles
7. Le Monstrème de glace
8. L'Île de givre

## Éditions françaises
- En avril 1983 chez Temps futur coll Heroic fantasy, no Épées-6. Illustration de Andreas, traduction de Jacques Corday et Arlette Rosenblum  (ISBN 2-86607-033-X).
- En juin 1987 chez Pocket coll. Science-fiction (1re série - Noir), no 5261. Illustration de Wojtek Siudmak, traduction de Jacques Corday et Arlette Rosenblum  (ISBN 2-266-02001-3).
- On retrouve la nouvelle La Tristesse du bourreau (The Sadness of Executioner, 1973) dans l'anthologie Le Livre d'or de la science-fiction : La Citadelle écarlate, en 1979 chez Pocket coll. « Le Livre d'or de la science-fiction », no 5055. Illustration de Wojtek Siudmak, traduction de Jacques Corday  (ISBN 2-266-00758-0).